# Vlog
Một video blog hay video log, thường được nói gọn thành vlog /vlɒɡ/, là một dạng của blog trong đó phương tiện truyền tải là qua video, và là một dạng của truyền hình chiếu mạng. Các vlog thường kết hợp video nhúng (hoặc một liên kết video) với các văn bản hình ảnh và siêu dữ liệu khác hỗ trợ cùng. Một tập vlog có thể được quay một lần hoặc cắt thành nhiều phần. Vlog là thể loại phổ biến trên nền tảng chia sẻ video YouTube.
Các video log (vlog) cũng thường sử dụng việc chia sẻ trên web để cho phép phân phối video khắp mạng Internet sử dụng các định dạng chia sẻ RSS hoặc Atom để tự động tải và phát lại trên các thiết bị di động và máy tính cá nhân (xem video podcast).

## Lịch sử
Nghệ sĩ New York Nelson Sullivan được biết tới qua việc ghi lại các video xung quanh Thành phố New York và Nam Carolina, theo phong cách giống như vlog từ những năm 1980.
Vào ngày 2 tháng 1 năm 2000, Adam Kontras đăng tải một video cùng với một bài blog nhằm thông báo cho bạn bè và gia đình anh việc anh chuyển tới Los Angeles nhằm theo đuổi ngành giải trí, đánh dấu bài đăng đầu tiên của cái mà sau đó trở thành video blog được duy trì lâu nhất trong lịch sử. Vào tháng 11 năm đó, Adrian Miles đăng một video về việc thay đổi văn bản trên một hình ảnh tĩnh, phát minh ra thuật ngữ vog dùng để chỉ video blog của anh. Nhà làm phim và nhạc sĩ Luuk Bouwman vào năm 2002 bắt đầu trang web Tropisms.org (nay đã ngừng hoạt động) làm nơi đăng tải series nhật ký video trong những chuyến đi sau những năm đại học của anh, một trong những trang web đầu tiên được gọi là vlog hay videolog. Vào năm 2004, Steve Garfield bắt đầu video blog riêng của mình và tuyên bố năm đó là "năm của video blog".
Vlog bắt đầu tăng mạnh về độ phổ biến từ năm 2005. Số lượng thành viên trong nhóm Yahoo! Videoblogging Group đã tăng rất nhanh vào năm 2005. Trang web chia sẻ video phổ biến nhất tới nay, YouTube, được thành lập vào tháng 2 năm 2005. Tới tháng 7 năm 2006, nó đã trở thành điểm đến phổ biến thứ 5 trên web, với 100 triệu video được xem hằng ngày và 65.000 lượt tải lên mới mỗi ngày.
Nhiều hệ thống quản lý nội dung mã nguồn mở đã cho phép đưa vào các nội dung video, cho phép các blogger tạo và quản lý các trang web video blog riêng của mình. Ngoài ra, sự phát triển của những chiếc điện thoại di động đi kèm với máy ảnh số cho phép xuất bản các nội dung video lên web ngay sau khi vừa quay. Các đài phát thanh và truyền hình có thể sử dụng video blog nhằm giúp tương tác nhiều hơn với các khán thính giả.

### Kỷ lục Thế giới Guinness
Charles Trippy, sở hữu kênh YouTube Internet Killed Television, hiện tại đang giữ Kỷ lục Thế giới Guinness dành cho "Video blog cá nhân hằng ngày được đăng tải liên tiếp nhiều nhất trên YouTube," với hơn 3.000 video.

### VidCon
Được tổ chức tại Los Angeles, California, VidCon là sự kiện thường niên hội tụ những người sáng tạo nội dung trên YouTube và các khán giả nhằm chia sẻ các ý tưởng nội dung và liên hệ cho việc kinh doanh. Sự kiện VidCon đầu tiên được tổ chức vào hai ngày 10 và 11 tháng 7 năm 2010, và nay đã trở thành sự kiện gặp mặt lớn nhất của các nhà sáng tạo nội dung trên Internet, các khán giả và các cơ quan đại diện. Sự kiện này đã cho thấy những phương thức giải trí, giáo dục, chia sẻ và giao tiếp của xã hội đang được cách mạng hóa, thể hiện nổi bật thông qua các buổi tọa đàm, gặp mặt và trò chuyện với khán giả được diễn ra tại đây.

## Các thể loại

### Vlog cá nhân
Vlog cá nhân là một video trực tuyến ghi lại hoạt động của một cá nhân nhằm đưa một thông tin mà họ muốn giới thiệu với mọi người. Thành phần khán giả của thể loại này không đa dạng như các vlog từ các công ty hay tổ chức.

### Vlog phát sóng trực tiếp
YouTube giới thiệu tính năng phát sóng trực tiếp có tên là YouTube Live vào năm 2008. Tính năng này cũng được đưa vào các nền tảng mạng xã hội khác như Instagram và Facebook.

## Sự hiện diện của YouTube
YouTube hiện đứng trong top 3 trang web được truy cập nhiều nhất trên web. Là nơi có lưu lượng truy cập lớn cho những người quay video blog, hay còn gọi là các vlogger, YouTube tạo nên một nền tảng cho họ giới thiệu các video cá nhân của mình, nhiều khi được quay bằng những chiếc máy ảnh cầm tay du lịch. Độ phổ biến của vlog trong cộng đồng YouTube đã tăng vọt lên trong những năm qua; trong số 100 kênh YouTube được đăng ký nhiều nhất, 17 kênh có đăng tải vlog làm cách trình bày nội dung chính của họ. Nhiều vlogger trong số này tham gia chương trình YouTube Partner Program, khiến vlog được chuyên nghiệp hóa thành một ngành và cho phép kiếm tiền từ việc sản xuất video. Sự chuyên nghiệp hóa này còn giúp nhiều kênh được xuất hiện nhiều hơn cũng như tạo ra sự ổn định cho thể loại này. Ngoài ra, nó còn cho phép các nhà sáng tạo nội dung được khán giả coi là một nguồn đáng tin cậy. Hơn nữa, nhiều vlogger đã biến được kênh của mình thành sự nghiệp ổn định; vào năm 2013, vlogger có thu nhập cao nhất đã đem về tối thiểu 720.000 USD trong suốt năm. Hollywood đang dành sự chú ý tới mảng đang nổi lên này, và còn đặt giá trị của nó cao hơn cả các công ty giải trí khác như Marvel, gần đây đã được mua lại bởi Disney.

## Khác
Một video log được quay trong lúc lái mô tô được gọi là một motovlog (viết tắt của motorcycle video blog).

## Các sự kiện khác
- Tháng 1 năm 2005 – Vloggercon, hội nghị đầu tiên cho các vlogger được tổ chức tại Thành phố New York.[25]
- Tháng 11 năm 2006 – Irina Slutsky thành lập và tổ chức The Vloggies, giải thưởng thường niên đầu tiên dành riêng cho video blog.[26]
- Tháng 5 và tháng 8 năm 2007 – The Wall Street Journal đưa một cụ bà[27] lên trang nhất mục Nhật ký cá nhân của tờ báo.[28] Vào tháng 8 năm 2007, bà được xuất hiện trên một mục của ABC World News Tonight[29] về sự tham gia thế giới video trực tuyến của người cao tuổi.